# Струнний секстет
Струнний секстет — музична композиція, написана для шести струнних інструментів, або група з шести музикантів, які виконують таку композицію. Більшість струнних секстетів написані для ансамблю, що складається з двох скрипок, двох альтів і двох віолончелей.
Серед перших робіт в цій формі є шість струнних секстетів Op. 23 Луїджі Боккеріні, написаних в 1776 році.
Більш незвичайні комбінації струнного секстету:
- три скрипки, альт і дві віолончелі: Фердинанд Девід  (1810—1873), op. 38, Гаетано Брунетті (1744—1798), op. 1
- три скрипки, два альти і віолончель: Жан Бранст Байз (Jan Brandts Buys) (1868—1933), op. 40.